# Aimé De Gendt
Aimé De Gendt (Alost, Bélgica, 17 de junio de 1994) es un ciclista belga que corre para el equipo Cofidis.

## Palmarés
2015 (como amateur)
- Tríptico de las Ardenas, más 1 etapa
- Tour de la Mirabelle

2019
- Antwerp Port Epic

## Resultados en Grandes Vueltas
| Carrera | Carrera         | 2016 | 2017 | 2018 | 2019  | 2020 | 2021 | 2022  | 2023 | 2024 |
| ------- | --------------- | ---- | ---- | ---- | ----- | ---- | ---- | ----- | ---- | ---- |
|         | Giro de Italia  | —    | —    | —    | —     | —    | —    | 105.º | —    | —    |
|         | Tour de Francia | —    | —    | —    | 136.º | —    | —    | —     | —    | —    |
|         | Vuelta a España | —    | —    | —    | —     | —    | —    | —     | —    | —    |

—: no participa

Ab.: abandono 

## Equipos
- Topsport Vlaanderen-Baloise/Sport Vlaanderen-Baloise (2016-2018) 
  - Topsport Vlaanderen-Baloise (2016)
  - Sport Vlaanderen-Baloise (2017-2018)
- Wanty (2019-2023)
  - Wanty-Gobert Cycling Team (2019)
  - Circus-Wanty Gobert (2020)
  - Intermarché-Wanty-Gobert Matériaux (2021-2022)
  - Intermarché-Circus-Wanty (2023)
- Cofidis (2024-)